# Izettle
iZettle  é uma empresa de pagamentos móveis com sede em Estocolmo, na Suécia. Jacob de Geer e Magnus Nilsson fundaram a startup em abril de 2010 e lançaram seu primeiro aplicativo e serviço em 2011.
O leitor de cartões da iZettle permite que indivíduos e pequenas empresas na Suécia, Finlândia, Dinamarca, Noruega, Reino Unido, Alemanha, Espanha, México, Holanda e Brasil aceitem pagamentos com cartão em seu smartphone ou tablet nos sistemas operacionais iOS e Android.
O aplicativo com aprovação EMV (Europay, MasterCard e Visa) suporta cartões com chip e com tarja magnética por meio de dois tipos de leitores que podem ser plugados na saída de áudio ou conectados via Bluetooth em smartphones e tablets.
A iZettle foi a primeira empresa a desenvolver um leitor de cartões com chip e aplicativo para smartphone destinado ao segmento móvel que atende aos requisitos internacionais de segurança.

## Produtos
A solução de pagamentos móveis da iZettle com aprovação EMV permite que pequenos comerciantes aceitem pagamentos com cartões de débito e de crédito. Criadora do leitor de Chip & Assinatura, a empresa atualizou seu sistema em 2013, passando a oferecer também o leitor de Chip & Senha. Em 2017 ela lançou seu modelo proprietário Izettle Maquinão que contém teclado físico, visor monocromático, suporte a NFC e bateria de até 8 horas ou 500 transações . Atualmente este último é o único modelo comercializado pela Izettle no Brasil.
Para utilizar os produtos, comerciantes e profissionais autônomos fazem o download do aplicativo e conectam o leitor de cartões da iZettle em um dispositivo iOS ou Android. Com a ferramenta de gestão gratuita da iZettle, os usuários podem analisar as transações e obter informações detalhadas de suas vendas, como uma planilha dos produtos mais vendidos e a média do volume de vendas.A solução da iZettle obteve a certificação MasterCard Melhores Práticas em fevereiro de 2013.

## Fundação
Jacob de Geer e Magnus Nilsson fundaram a iZettle em abril de 2010 e lançaram seu primeiro aplicativo e leitor de cartões com chip em 2011. O nome "iZettle" deriva da expressão em inglês “settle a deal" ou “fechar um acordo". Os fundadores queriam um nome que descrevesse o que a empresa faria. Eles optaram por uma combinação estilizada das palavras em inglês "I" e "settle".iZettle é a quarta startup de Jacob de Geer.
Ele foi o primeiro funcionário da TradeDoubler, em 1999, e da Ameibo e Tre Kronor Media, em 2007.

## Crescimento
A iZettle lançou o seu dispositivo móvel para iOS na Suécia em agosto de 2011, com o objetivo de atender às demandas locais de um mercado dominado pela tecnologia de cartão inteligente.
O aplicativo funcionou  inicialmente com um leitor de Chip & Assinatura. A empresa lançou a versão completa do serviço na Suécia no final daquele ano. Em agosto de 2012, a iZettle tornou-se disponível para dispositivos Android, permitindo o acesso também para usuários que não utilizam o sistema iOS.
Em fevereiro de 2013, a iZettle firmou uma parceria com o Santander, maior banco da zona do euro por capitalização de mercado. Em junho do mesmo ano, o Santander investiu $5 milhões de euros na iZettle, dando à empresa acesso a clientes do banco no Reino Unido, Espanha, México e Brasil.

## Financiamento
A iZettle obteve USD 11,2 milhões em financiamento Série A, em outubro de 2011, pela Index Ventures e Creandum. Em 2012, a empresa recebeu USD 31,6 milhões em financiamento Série B, de investidores como MasterCard, SEB Private Equity, American Express, Northzone e financiadores da Série A: Index Ventures e Creandum.O objetivo deste financiamento é introduzir a iZettle nos mercados europeus e internacionais que adotam o leitor de chip como padrão.

## Áreas atendidas
iZettle atende centenas de milhares de indivíduos e empresas em dez países, incluindo a Escandinávia, parte da Europa, Reino Unido, México e Brasil.
Em 2012, a empresa começou a operar no Reino Unido, Alemanha e Espanha, a partir do lançamento do seu novo sistema Chip & Sign em parceria com a MasterCard, American Express e Diner’s.
O programa piloto começou na Grã-Bretanha com a iZettle oferecendo 3 mil leitores de cartão gratuitamente para os comerciantes britânicos testarem a ferramenta.A empresa lançou o seu serviço no México, em junho de 2013, marcando a primeira incursão da iZettle fora da Europa.
A empresa chegou ao Brasil em agosto de 2013, em parceria com o Santander  Brasil e com o apoio da MasterCard. Em apenas quatro semanas, mais de 35 mil empreendedores e profissionais liberais de todo o Brasil efetuaram o cadastro para utilizar o Leitor de Cartões iZettle Chip&Assinatura.
Ao final de 2014, a empresa contabilizava 150 mil usuários no Brasil.
Em novembro de 2014, a Holanda passou a ser o décimo país a aceitar pagamentos com iZettle.

## Tecnologia
A tecnologia da iZettle converte smartphones em processadores de cartão de crédito com a ajuda dos leitores Chip&Senha e Chip&Assinatura.
Em ambos os sistemas, as informações de cartão de crédito não são armazenadas pelo telefone, mas processadas através da conexão criptografada pela iZettle. O telefone funciona como um modem seguro.
Depois que uma transação é concluída, os compradores podem obter um recibo da transação por e-mail.

## Segurança
O leitor de cartões da iZettle protege os dados confidenciais de consumo e garante que as informações não são armazenadas no smartphone ou no leitor de cartão. Todo o tráfego de dados é criptografado. Caso um dispositivo seja perdido ou roubado, as informações dos usuários de cartão permanecem 100% seguras.Na hipótese de cancelamento de um cartão, a transação é automaticamente negada pelo nosso sistema e a compra é declinada.

A iZettle atende a todos os requisitos de segurança estabelecidos pela indústria de cartões de pagamento. A empresa tem aprovação da EMV (Europay, MasterCard e Visa) e está em conformidade com o Payment Card Industry Data Security Standard (PCI- DSS). iZettle não usa o hardware móvel para processar pagamentos. Ele utiliza o sinal 3G/4G ou WiFi para o tráfego de dados.